# Идвор
Идвор је насеље у Србији, у општини Ковачица, у Јужнобанатском округу. Према попису из 2022. било је 817 становника. Познато је као родно место српског научника Михајла Пупина.

## Географија
Идвор се налази се на 13 km од Ковачице. Село је изграђено на додирној зони лесне терасе и алувијалне равни Тамиша. Простор лесне терасе је одувек пружао добре услове за узгој различитих врста ратарских култура, пре свега жита и индустријског биља, док алувијална раван са својом мочварном, слатинском и ливадском вегетацијом представља место за лов, риболов и узгој стоке.
Идвор се налази на три километра удаљености од Тамиша. Због свог положаја измештен је од главног магистралног пута Београд-Зрењанин-Кикинда, али је са њиме спојен новоизграђеном саобраћајном петљом.

## Историја
Идвор се као мало српско село поред Тамиша помиње још у 17. веку за време турске владавине на овим просторима. Када су калуђери Пећке патријаршије 1660. и 1666. године кренули међу православну браћу да сакупљају прилоге, стигли су и у данашњи јужни Банат, свративши оба пута у сеоце крај Тамиша. Иако је Идвор имао свега неколико кућа, скупили су они 1000 аспри "на благослов". Од мештана помињу се: поп Сава, кнез Мата, домаћини су били прво Јанош па други пут Дмитрије, те појединци - Јана, Стамена, Сава Степановић, Маринко, Адам, Јован.
После одласка Турака 1717. године, према Коморском попису, Идвор је припадао Панчевачком округу. У то време у насељу је било свега неколико кућа. Године 1718. помиње се капетан Стојко Радић из Идвора, као посланик на српском црквено-народном сабору. Појавом куге у два наврата (1732. и 1736) становништво села је десетковано, а преживели су се тада преселили јужно од првобитног места, заузевши повољнији положај.
Староседеоци и становништво досељено касније изградили су 1743. године типично погранично насеље по аустријском систему. У центру села налазила се црква, а око њега простор за вежбање граничара тзв. егзерцириште.
Око вежбалишта се налазила зграда управе, а према периферији насеља у квартовима са квадратним основама граничари су изградили своје породичне куће.
Због извршавања војних обавеза граничари су имали значајне привилегије: личну слободу, право на вероисповест, право на школовање своје деце на матерњем језику, добијали су одређену површину обрадиве земље и пашњака, имали су право на печење ракије, лов и риболов.
Обавезе граничара сводиле су се на стална дежурства и војне вежбе, чување и чишћење личног оружја, одазивање на рад (кулук) и по потреби обавезно прикључивање регуларним војним јединицама. Насеље је порасло током 1751.1752 године када су досељени Срби милитарци из Поморишја. Године 1763. нови Идвор на садашњем месту је као милитарска "Компанија" имао 327 граничара, под командом мајора Михајла Соринкића. Шездесетих и седамдесетих година 18 века, Идвор је у два наврата прошириван насељавањем граничарских породица. Аустријски царски ревизор Ерлер је 1774. године констатовао да место припада Тамишком округу, Бечкеречког дистрикта. Има милитарски статус а становништво је српско.
Револуционарне 1848. године граничари долазе у сукоб са јединицама мађарских револуционара и тада Идвор бива спаљен. Након укидања границе војницима престају све обавезе и одузимају им се раније стечена права, а овдашње подручје пада под власт Угарске монархије.
По државном шематизму православног клира из 1846. године у Идвору живи 2120 становника. Парохијски протокол се води од 1770. године, црквене матичне књиге од 1779. година, осим за умрле од 1791. године. Свештеници су Павле Рашић и капелан Константин Рашић. Народну школу похађа 203 ученика, мушкој деци предаје Јован Јовановић, а женску учи Јован Илић.
Идворски трговац Ника Тодоровић је 1883. године уплатио 20 ф. и постао члан Матице српске у Новом Саду.
Од 1872. године Идвор, уз остала места, бива прикључен Торонталској жупанији чије је седиште било у Великом Бечкереку (данашњем Зрењанину). Подаци говоре да је почетком 20. века Идвор имао 403 насељене куће у којима је живело 2177 становника.

## Михајло Пупин
Иако је Идвор мало село, данас је познат у целом свету јер је у њему 1854. године рођен Михајло Пупин.
На Михајла Пупина данас подсећају његова родна кућа, као и музеј који је смештен у згради старе школе, подигнуте 1843. године и Народни дом, Пупинова задужбина родном селу, која је требало да постане народни универзитет. Освећена је у септембру 1935, пола године након смрти задужбинара. Новине су јавиле крајем 1937. године да је Пупинов Народни дом завршен, као и Пољопривредна школа, за будуће "баштоване" који ће после радити као амерички фармери. У дому је постављена електрична централа још не монтирана, а Пољопривредна школа такође још није отворена. Све то израђено по Михајловој жељи коштало је милион тадашњих динара. Родна кућа је сачувала спољни изглед и унутрашњост из Пупиновог детињства, док музеј приказује животни пут научника, од првих сазнања о свету до славе за достигнућа у Америци и отаџбини.

## Привреда
У Идвору су чувени трговци и бродовласници Цинцарског рода - Буковале, којих је било и у суседним местима, трговали храном и извозили је на својим речним лађама, Тамишом и Савом у Хрватску, сваке године када реке набујају. Петар Буковала је био и велики црквени добротвор упамћен да је поклонио цркви идворској своју зграду звану "Велики црквени бирт", на најлепшем месту.
Идворци су добили право одржавања годишњег вашара 13. маја 1876. године. Вашари су држани двапут годишње: 3. маја и 23. септембра.
Поред "брода" на Тамишу, за утовар хране (кукуруза, жита, јечма, зоби, наполице, мувара...) код Идвора се, на друму Панчево - Бечкерек налазила вековима скела на Тамишу. Богати арендатори су изнајмљивали у аренду храстову скелу, која је могла да превезе одједном више кола, са комплетним прибором на одређени рок. Средином 19. века смењивали су се наизменично закупци Перлежани - Нинковић и Георгијевић, да би 1857. арендатор скеле Буковала из Идвора, преко новинског огласа, продао право следећем, сада Марку Стефановићу из Перлеза.

### Туризам
Меморијални комплекс у Идвору, посвећен Михајлу Пупину, уврштен је у туристичку понуду Србије. Тура обухвата обилазак Пупинове родне куће, музејске поставке у старој школи и Народног дома Михајла И. Пупина. Туре воде стручни водич, кустоси Музеја Пупина, који за различите узрасте посетилаца имају разрађен различит програм, што посету чини интересантном за саме туристе. Туристички обилазак Идвора обухвата и гробове родитеља Михајла Пупина на гробљу које се налази на западном крају села и Стари крст, који се налази на месту првобитног насеља Идвор, које се налазило северно од данашњег. Сваке године Меморијални комплекс обиђе више од 10.000 посетилаца.
Сваке године велики број туриста - тркача дође у Идвор и трчи трку у част Михајла Пупина. Прва трка је одржана 2019. године.

## Црква
Православна црква у Идвору саграђена је 1803. године и при освећењу посвећена је празнику Благовести. Поред тога у парохији при цркви се као велики храмовни празници прослављају и празник светог Саве Српског као и празник Успења Пресвете Богородице.
Црква са парохијом спада под јурисдикцију Банатске Епархије Српске православне цркве.
После изградње храм је деценијама поступно опреман, па су тако тек 1838. године подигнута три нова звона, а 1852. подигнут је и постављен месингани сат. Године 1869. црквени торањ је у потпуности реновиран. Грађа иконостаса је постављена 1871. године, а у периоду од 1876. до 1879. године осликао га је београдски сликар и академик Стеван Тодоровић.
Идвор је 1764. године православна парохија у Бечкеречком протопрезвитерату. Идворски православни свештеници фебруара 1773. године били су Јован Симеоновић (од 17. септембра 1766) и Стефан Брановац (од 15. августа 1771). Када је 1797. године пописан православни клир Темишварске епархије записана су два свештеника. Пароси, поп Јован Симеоновић (рукоп. 1754) и поп Петар Павловић (1790).
Млади учитељ Коста Таназевић је убрзо по доласку у село 1897. године организовао месно Певачко друштво, којем је био хоровођа.

## Демографија
У насељу Идвор живи 960 пунолетних становника, а просечна старост становништва износи 42,0 година (39,8 код мушкараца и 44,0 код жена). У насељу има 372 домаћинства, а просечан број чланова по домаћинству је 3,22 (попис из 2002).
Ово насеље је великим делом насељено Србима (према попису из 2002. године), а у последња три пописа, примећен је пад у броју становника.
|  |

| Демографија | Демографија | Демографија |
| Година      | Становника  | Становника  |
| ----------- | ----------- | ----------- |
| 1948.       | 1.852       |             |
| 1953.       | 1.857       |             |
| 1961.       | 1.823       |             |
| 1971.       | 1.621       |             |
| 1981.       | 1.442       |             |
| 1991.       | 1.308       | 1.308       |
| 2002.       | 1.198       | 1.279       |

| Етнички састав према попису из 2002.‍ | Етнички састав према попису из 2002.‍ | Етнички састав према попису из 2002.‍ | Етнички састав према попису из 2002.‍ | Етнички састав према попису из 2002.‍ |
| ------------------------------------ | ------------------------------------ | ------------------------------------ | ------------------------------------ | ------------------------------------ |
|                                      |                                      |                                      |                                      |                                      |
| Срби                                 | Срби                                 |                                      | 1.126                                | 93,98%                               |
| Роми                                 | Роми                                 |                                      | 46                                   | 3,83%                                |
| Словаци                              | Словаци                              |                                      | 9                                    | 0,75%                                |
| Мађари                               | Мађари                               |                                      | 5                                    | 0,41%                                |
| Немци                                | Немци                                |                                      | 3                                    | 0,25%                                |
| Хрвати                               | Хрвати                               |                                      | 2                                    | 0,16%                                |
| Словенци                             | Словенци                             |                                      | 1                                    | 0,08%                                |
| Румуни                               | Румуни                               |                                      | 1                                    | 0,08%                                |
| Македонци                            | Македонци                            |                                      | 1                                    | 0,08%                                |
| Југословени                          | Југословени                          |                                      | 1                                    | 0,08%                                |
| непознато                            | непознато                            |                                      | 2                                    | 0,16%                                |

| Година пописа     | 1948. | 1953. | 1961. | 1971. | 1981. | 1991. | 2002. |
| ----------------- | ----- | ----- | ----- | ----- | ----- | ----- | ----- |
| Број домаћинстава | 422   | 424   | 447   | 410   | 392   | 374   | 372   |

| Број чланова      | 1  | 2  | 3  | 4  | 5  | 6  | 7  | 8 | 9 | 10 и више | Просек |
| ----------------- | -- | -- | -- | -- | -- | -- | -- | - | - | --------- | ------ |
| Број домаћинстава | 73 | 90 | 57 | 65 | 44 | 23 | 11 | 4 | 3 | 2         | 3,22   |

| Пол    | Укупно | Неожењен/Неудата | Ожењен/Удата | Удовац/Удовица | Разведен/Разведена | Непознато |
| ------ | ------ | ---------------- | ------------ | -------------- | ------------------ | --------- |
| Мушки  | 482    | 139              | 303          | 29             | 9                  | 2         |
| Женски | 534    | 100              | 301          | 124            | 8                  | 1         |
| УКУПНО | 1.016  | 239              | 604          | 153            | 17                 | 3         |

| Пол    | Укупно                    | Пољопривреда, лов и шумарство | Рибарство                            | Вађење руде и камена | Прерађивачка индустрија       |
| ------ | ------------------------- | ----------------------------- | ------------------------------------ | -------------------- | ----------------------------- |
| Мушки  | 284                       | 196                           | 0                                    | 0                    | 26                            |
| Женски | 166                       | 115                           | 0                                    | 0                    | 9                             |
| УКУПНО | 450                       | 311                           | 0                                    | 0                    | 35                            |
| Пол    | Производња и снабдевање   | Грађевинарство                | Трговина                             | Хотели и ресторани   | Саобраћај, складиштење и везе |
| Мушки  | 0                         | 4                             | 11                                   | 2                    | 2                             |
| Женски | 0                         | 0                             | 11                                   | 0                    | 1                             |
| УКУПНО | 0                         | 4                             | 22                                   | 2                    | 3                             |
| Пол    | Финансијско посредовање   | Некретнине                    | Државна управа и одбрана             | Образовање           | Здравствени и социјални рад   |
| Мушки  | 0                         | 0                             | 7                                    | 5                    | 3                             |
| Женски | 4                         | 0                             | 4                                    | 7                    | 10                            |
| УКУПНО | 4                         | 0                             | 11                                   | 12                   | 13                            |
| Пол    | Остале услужне активности | Приватна домаћинства          | Екстериторијалне организације и тела | Непознато            | Непознато                     |
| Мушки  | 2                         | 0                             | 0                                    | 26                   | 26                            |
| Женски | 1                         | 0                             | 0                                    | 4                    | 4                             |
| УКУПНО | 3                         | 0                             | 0                                    | 30                   | 30                            |